# Magnetospirillum magnetotacticum
Espèce
Synonymes
- Aquaspirillum magnetotacticum
Maratea & Blakemore 1981

Magnetospirillum magnetotacticum est une bactérie microaérophile à Gram négatif de l'Ordre des Rhodospirillales et la première bactérie magnétotactique identifiée, caractérisée en 1975 par Richard P. Blakemore. Il s'agit d'un microorganisme hélicoïdal motile à l'aide de deux flagelles polaires à chaque extrémité. On trouve cette bactérie préférentiellement dans les eaux douces ayant un faible taux d'oxygène dissous, typiquement à l'interface oxique-anoxique au-dessus de la couche sédimentaire.
La principale particularité de cette bactérie est de posséder un organite spécifique, le magnétosome, comprenant une chaîne de nanocristaux de magnétite disposés longitudinalement et qui lui permettent de s'aligner parallèlement aux lignes du champ magnétique terrestre sans être déstabilisée par le mouvement brownien du milieu dans lequel elle évolue. On pense que cela l'aide à évoluer en ligne droite vers le fond pour trouver un environnement plus riche en nutriments et moins riche en oxygène.